# Vecchia zimarra
Vecchia zimarra è una romanza della Bohème di Giacomo Puccini cantata nel quarto ed ultimo quadro dal filosofo Colline (basso).
Colline decide di impegnare la sua zimarra al Monte di pietà per raggranellare qualche soldo e procurare un minimo di conforto a Mimì morente.
Prima di uscire, Colline si rivolge al suo compagno di vita: quella zimarra nelle cui larghe tasche hanno trovato posto i suoi libri di filosofo. Il filosofo fa del monte di pietà un luogo metaforico, mediante l'aggettivo «sacro» e il verbo «ascendere», rispetto al «piano» che spetta ai comuni mortali. Egli rimarca la dignità del suo oggetto che si va ad identificare con la propria essenza di bohemien, intellettuale libero nella sua povertà, che non si è mai piegato «ai ricchi ed ai potenti». Disfacendosi del suo pastrano, Colline annuncia che - con la prossima fine di Mimì - anche la stagione della gioventù spensierata è giunta alla fine.
Puccini e i suoi poeti affidarono queste considerazioni ad un personaggio che fino a questo momento è stato spettatore, spesso disincantato, della vicenda: il filosofo capace di ironizzare di fronte alle avventure e disavventure sentimentali, in apparenza del tutto indifferente al fascino del gentil sesso.
Il primo basso a cantarla nel 1896 è stato Michele Mazzara. Altri grandi bassi a cantarla sono stati Marcel Journet, Ezio Pinza, Nicola Moscona, Giacomo Vaghi, Cesare Siepi, Jerome Hines, Paolo Washington, Bonaldo Giaiotti, Nicolaj Ghiaurov, Nikola Gjuzelev, Giorgio Tozzi, Paul Plishka, Ferruccio Furlanetto e Stefano Palatchi.

## La musica
La romanza si svolge in tempo binario, "allegretto moderato e triste" (semiminima = 63), nella tonalità di Do diesis minore. La partitura prescrive di interpretare il brano "con commozione crescente". Il semplicissimo accompagnamento accordale è affidato al pizzicato degli archi e dell'arpa e allo staccato di fagotti e clarinetto, mentre al flauto nel registro grave tocca raddoppiare parte della melodia del basso.
I cinque accordi conclusivi dell'orchestra (condotte sullo stesso basso delle prime battute) sono ripresi alla fine dell'opera, nella medesima tonalità.

## Il testo
Versione del libretto (in corsivo i versi che Puccini non musicò, tra parentesi le varianti dello spartito):
Vecchia zimarra, senti,

io resto al pian, tu ascendere

il sacro monte or devi.

Le mie grazie ricevi.

Mai non curvasti il logoro

dorso a ricchi, ai potenti, (dorso ai ricchi ed ai potenti)

né cercasti le frasche

dei dorati gingilli.

Passâr nelle tue tasche

come in antri tranquilli

filosofi e poeti.

Ora che i giorni lieti

fuggir, ti dico: addio

fedele amico mio.